# انجمن منتقدان فیلم آنلاین
انجمن منتقدان فیلم آنلاین (انگلیسی: Online Film Critics Society) یک انجمن حرفه‌ای بین‌المللی از روزنامه‌نگاران، تاریخ‌نگاران و پژوهشگران آنلاین فیلم است که نقدهایشان را بر وب جهان‌گستر منتشر می‌کنند. این انجمن در ژانویهٔ ۱۹۹۷ به‌دست هاروی کارتن تأسیس شد؛ منتقد آنلاین قدیمی که دریافت عضویت در حلقه منتقدان فیلم نیویورک تنها برای روزنامه‌نگارانی مقدور است که برای روزنامه‌ها و مجلات کار می‌کنند. منتقدان آنلاین عموماً پذیرش کارشان را مشکل می‌یابند و یک نقش این انجمن به‌رسمیت شناختن حرفه‌ای سازنده‌ترین و موفق‌ترین نقدهای آنلاین است.